# Amphia
Amphia is een geslacht van vlinders van de familie uilen (Noctuidae), uit de onderfamilie Acronictinae.

## Soorten
- Amphia gigantea Viette, 1958
- Amphia hepialoides Guenée, 1852
- Amphia sogai Viette, 1967
- Amphia subunita Guenée, 1852
- Amphia voeltzkowi Viette, 1979